# Erich Kühlenthal

Erich Kühlenthal (1933)

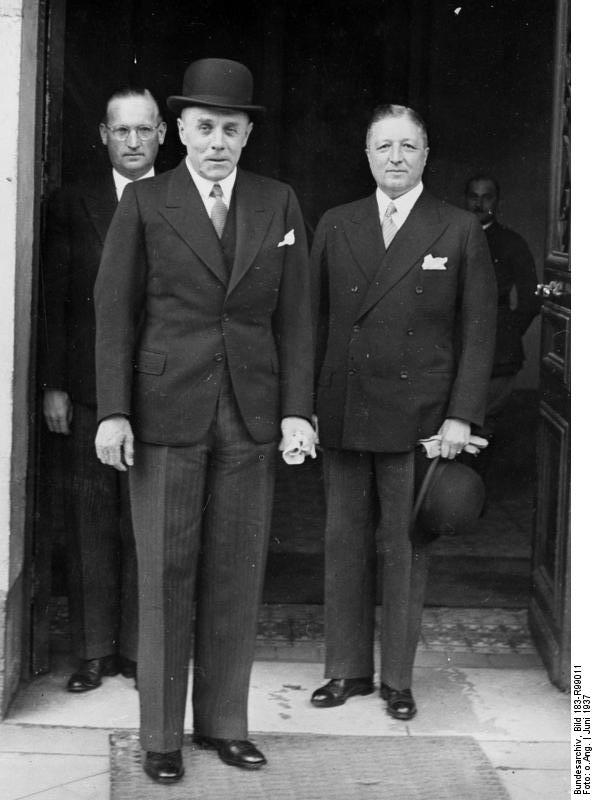
Erich Kühlenthal, Ludwig Beck und Hans Speidel (v.r.n.l) beim Verlassen des französischen Kriegsministeriums (1937)

Erich Kühlenthal (* 13. Oktober 1880 in Spandau; † 19. Oktober 1958 in München) war ein deutscher General der Artillerie.

## Leben
Kühlenthal trat am 1. Oktober 1899 als Fahnenjunker in das 2. Rheinische Feldartillerie-Regiment Nr. 23 der Preußischen Armee in Koblenz ein und wurde am 29. Januar 1900 zunächst zum Fähnrich sowie am 18. Januar 1901 zum Leutnant befördert. Am 1. August 1905 erfolgte seine Ernennung zum Adjutanten im II. Bataillon seines Regiments. In dieser Funktion wurde er am 18. Oktober 1909 Oberleutnant und ein Jahr später, bis Juli 1913 zur weiteren Ausbildung an die Kriegsakademie nach Berlin kommandiert. Am 10. September 1913 erfolgte seine Kommandierung zum Großen Generalstab. Dort wurde Kühlenthal am 18. Dezember 1913 zum Hauptmann befördert.
Mit Ausbruch des Ersten Weltkriegs kam er an der Westfront als Kompaniechef mit seinem Stammregiment zum Einsatz. Im Februar 1915 erfolgte seine Versetzung in den Stab der 16. Infanterie-Division und ab 12. März 1918 fungierte Kühlenthal als Erster Generalstabsoffizier der 204. Infanterie-Division. Bei diesem Großverband verblieb Major Kühlenthal (seit 15. Juli 1918) auch über das Kriegsende hinaus bis zum 10. Januar 1919. Er wurde dann in die Reichswehr übernommen und bis 1. Oktober 1923 als Verbindungsoffizier beim Reichskommissar für das besetzte Rheinland verwendet. Anschließend kam er in den Generalstab der 3. Division und avancierte am 1. April 1925 zum Oberstleutnant. Am 1. Februar 1926 ernannt man Kühlenthal zum Kommandeur der IV. Abteilung des 3. (Preußisches) Artillerie-Regiments mit Sitz in Potsdam.
Unter gleichzeitiger Beförderung zum Oberst erfolgte am 1. März 1928 die Versetzung von Kühlenthal in das Reichswehrministerium. Er löste hier den bisherigen Leiter von T/3 Curt Liebmann (1881–1960) der Abteilung Fremde Heere ab, die die Tarnbezeichnung Heeres-Statistische Abteilung (T 3) trug. Anfangs gehörte zur Abteilung die Abwehrgruppe (Militärnachrichtendienst), die Koordinationsgruppe für die militärische Zusammenarbeit mit der Roten Armee, die Attachégruppe sowie der Arbeitsbereich Presse und Feindbildanalyse. In dieser Verantwortung unternahm er Anstrengungen gegenüber dem Auswärtigen Amt, die seit 1920 nicht mehr besetzten Stellen für militärische Attachés, wieder einzurichten. Außerdem war sein Bemühen darauf gerichtet, die seit den, der Öffentlichkeit im August 1927 bekannt gewordenen, Machenschaften des Leiters der Seetransportabteilung Walter Lohmann (1878–1930), unter enormen politischen Druck geratene Arbeit der beiden geheimdienstlichen Einrichtungen des Reichswehrministeriums wieder in "ruhigeres Fahrwasser" zu bekommen. Kühlenthal führte diese Abteilung bis zum 31. Oktober 1930 und übergab sie dann, ohne dass dieser Prozess bereits abgeschlossen war, an seinen Nachfolger Herbert Fischer (1882–1939). Ab 1. November 1930 wurde Kühlenthal in Münster zum Artillerie-Führer VI kommandiert und am 1. Oktober 1931 zum Generalmajor befördert. Als solcher wurde er dann Chef des Stabes des Gruppenkommandos 2 in Kassel.
Vor seiner Ernennung zum Militärattaché an der Deutschen Botschaft in Paris am 1. April 1933 war Kühlenthal zwei Monate dem Stab des Gruppenkommandos 1 zugeteilt. Kühlenthal wurde am 1. Oktober 1933 zum Generalleutnant befördert und übernahm ab 1934 zusätzlich die Posten des Militärattachés in Madrid und Lissabon. Er verblieb bis Ende des Jahres 1938 in seinen Aufgabenbereichen als Militärattaché in Paris und Lissabon.
Nach Ausbruch des Spanischen Bürgerkrieges 1936 vereinbarte Kühlenthal mit dem von Franco autorisierten Juan Luis Beigbeder die Entsendung von 10 deutschen Transportflugzeugen der Deutsche Luft Hansa AG. Dies führte zur ersten Luftbrücke der Geschichte mit zwanzig Ju 52 von Tétouan in Spanisch-Marokko nach Cádiz aufs Festland gebracht wurden und so die republikanische Marineblockade in der Straße von Gibraltar zu umgehen konnten.
1938 erfolgte seine Versetzung in die Führerreserve des OKH und am 30. November 1938 wurde Kühlenthal unter Verleihung des Charakters als General der Artillerie aus dem Militärdienst verabschiedet. Von Paris kommend übernahm er ab 1939 in Spanien, im Auftrag des Amtes Ausland/Abwehr die Aufgaben eines Sonderführers. In der Verantwortung eines Referatsleiters war er im Raum Madrid bis Kriegsende eingesetzt. Erst 1946 kehrte er aus Spanien kommend nach Deutschland zurück.

## Auszeichnungen
- Eisernes Kreuz (1914) II. und I. Klasse[2]
- Ritterkreuz des Königlichen Hausordens von Hohenzollern mit Schwertern[2]
- Preußisches Dienstauszeichnungskreuz[2]
- Bayerischer Militärverdienstorden III. Klasse mit Schwertern[2]
- Ritterkreuz I. Klasse des Friedrichs-Ordens mit Schwertern[2]
- Ritterkreuz II. Klasse des Ordens vom Zähringer Löwen mit Schwertern und Eichenlaub[2]
- Hanseatenkreuz Hamburg[2]
- Braunschweiger Kriegsverdienstkreuz II. Klasse[2]
- Lippisches Kriegsverdienstkreuz[2]
- Österreichisches Militärverdienstkreuz III. Klasse mit der Kriegsdekoration[2]